# Mae Questel
Mae Questel (El Bronx, 13 de septiembre de 1908-Manhattan, 4 de enero de 1998) fue una actriz estadounidense.

## Biografía

### Inicios
Mae nació en Nueva York, más concretamente en El Bronx. A los diecisiete años, y en contra de su familia, ganó un concurso de imitadoras de Helen Kane en el RKO Fordham Theater del Bronx. Mae hacia una interpretación perfecta del éxito «Boop-oop-a-doop» de Helen, lo que la llevó a abandonar su empleo como maestra para integrarse en el mundo del vodevil.

### Trayectoria
En 1931 Max Fleischer la vio actuar y, prendado de su cálida voz, la contrató para el clásico animado de Betty Boop. Sin embargo, cierta leyenda negra advierte que Helen Kane demandó a Fleischer por usurpar su apariencia en la confección del personaje, por lo que el productor habría tenido que confesar que Betty en realidad estaba inspirada en Mae.
Por supuesto, como Fleischer conoció a Mae en un concurso de imitadoras de Helen, era natural que Betty se pareciera a ambas, lo que hacía posible tal alegato, que, por otra parte, aseguró una sentencia favorable a Fleisher.
En cualquier caso, fue la voz de Mae la que se inmortalizó con Betty Boop.
Aparte de Betty Boop, Mae trabajó en más de doscientos capítulos de Popeye, donde hacía la voz de Oliva Olivo, la eterna y muy delgada novia de Popeye. En 1945, cuando Jack Mercer se fue con las tropas estadounidenses a la Segunda Guerra Mundial, Mae se encargó de hacer la voz de Popeye, en reemplazo de Mercer hasta fines de ese mismo año cuando Mercer retoma el papel. Dio voz a varios personajes animados y, a partir de los años 1960, trabajó como actriz mostrándose al fin en madurez, en diversos papeles, entre ellos el de una madre judía en Oedipus Wrecks, el segmento de New York Stories dirigido por Woody Allen.

### Últimos años
A finales de los 1980, se filmó ¿Quién engañó a Roger Rabbit?, donde Mae volvió a hacer la voz inolvidable de Betty Boop, después de muchos años de que lo hiciera en la década de 1930. 
Murió con mal de Alzheimer el 4 de enero de 1998 en Nueva York.